# Fußball-Club Augsburg 1907 2002-2003
Questa voce raccoglie le informazioni riguardanti il Fußball-Club Augsburg 1907 nelle competizioni ufficiali della stagione 2002-2003.

## Stagione
Nella stagione 2002-2003 l'Augusta, allenato da Ernst Middendorp, concluse il campionato di Regionalliga sud al 3º posto.

## Rosa
| N. |                               | Ruolo | Calciatore          |
| -- | ----------------------------- | ----- | ------------------- |
| 1  | Croazia (bandiera)            | P     | Zdenko Miletić      |
| 2  | Germania (bandiera)           | D     | Ingo Feistle        |
| 3  | Germania (bandiera)           | D     | Sören Dreßler       |
| 4  | Germania (bandiera)           | D     | Vitus Nagorny       |
| 5  | Germania (bandiera)           | D     | Christian Alder     |
| 6  | Macedonia del Nord (bandiera) | C     | Ajet Abazi          |
| 7  | Germania (bandiera)           | C     | Jörg Bode           |
| 8  | Germania (bandiera)           | A     | Kreso Kovacec       |
| 9  | Serbia (bandiera)             | A     | Vladimir Manislavic |
| 10 | Germania (bandiera)           | C     | Mirko Soltau        |
| 13 | Germania (bandiera)           | D     | Christian Prest     |
| 14 | Germania (bandiera)           | C     | Erwin Bradasch      |
| 16 | Benin (bandiera)              | A     | Yacoubou Achirou    |

| N. |                     | Ruolo | Calciatore         |
| -- | ------------------- | ----- | ------------------ |
| 17 | Senegal (bandiera)  | A     | Miguel Coulibaly   |
| 18 | Germania (bandiera) | C     | André Hofschneider |
| 19 | Germania (bandiera) | C     | Markus Thorandt    |
| 20 | Germania (bandiera) | D     | Joachim Stadler    |
| 22 | Croazia (bandiera)  | D     | Ivan Konjevic      |
| 25 | Germania (bandiera) | P     | Markus Miller      |
| 26 | Germania (bandiera) | D     | Marco Löring       |
| 27 | Germania (bandiera) | C     | Jörg Reeb          |
| 30 | Germania (bandiera) | A     | René Müller        |
|    | Germania (bandiera) | C     | Erol Aktas         |
|    | Germania (bandiera) | C     | Thorsten Horz      |
|    | Brasile (bandiera)  | A     | Marcelo Martins    |

## Organigramma societario
Area tecnica
- Allenatore: Ernst Middendorp
- Allenatore in seconda:
- Preparatore dei portieri:
- Preparatori atletici:
- Analisi video:

## Calciomercato

### Sessione estiva
| Acquisti | Acquisti           | Acquisti                | Acquisti |
| R.       | Nome               | da                      | Modalità |
| -------- | ------------------ | ----------------------- | -------- |
| D        | Christian Alder    | Osnabrück               |          |
| C        | Jörg Bode          | Arminia Bielefeld       |          |
| C        | Erwin Bradasch     | Uerdingen 05            |          |
| A        | Miguel Coulibaly   | Aalen                   |          |
| D        | Sören Dreßler      | Reutlingen              |          |
| C        | André Hofschneider | Arminia Bielefeld       |          |
| D        | Daniel Kimoni      | Grazer AK               |          |
| A        | Kreso Kovacec      | Hansa Rostock           |          |
| D        | Marco Löring       | Borussia Dortmund II    |          |
| A        | Marcelo Martins    | Flamengo                |          |
| P        | Markus Miller      | Stoccarda II            |          |
| A        | René Müller        | RW Oberhausen           |          |
| D        | Christian Prest    | Magdeburgo              |          |
| C        | Jörg Reeb          | Colonia                 |          |
| C        | Stefan Tümmler     | Alemannia Aquisgrana II |          |

| Cessioni | Cessioni         | Cessioni     | Cessioni |
| R.       | Nome             | a            | Modalità |
| -------- | ---------------- | ------------ | -------- |
| D        | Adrian Gongolea  | Bonner       |          |
| C        | Thomas Richter   | Bonner       |          |
| A        | Mikheil Sajaia   | Unterhaching |          |
| D        | Andreas Steinweg | Ismaning     |          |
| C        | Thomas Wörle     | TSV Krumbach |          |

### Sessione invernale
| Acquisti | Acquisti      | Acquisti       | Acquisti |
| R.       | Nome          | da             | Modalità |
| -------- | ------------- | -------------- | -------- |
| C        | Thorsten Horz | Sprockhövel    |          |
| D        | Vitus Nagorny | Schweinfurt 05 |          |
| C        | Mirko Soltau  | Borea Dresda   |          |

| Cessioni | Cessioni          | Cessioni                | Cessioni |
| R.       | Nome              | a                       | Modalità |
| -------- | ----------------- | ----------------------- | -------- |
| D        | Daniel Kimoni     | Visé                    |          |
| D        | Markus Rosenwirth | Feucht                  |          |
| C        | Stefan Tümmler    | Alemannia Aquisgrana II |          |

## Risultati

### Regionalliga

#### Girone di andata
| Arbitro: | Wezel |

|  |           |                         |
|  | Marcatori | 26’ Fossi 86’ Knappmann |

| Arbitro: | Kammerer |

|                                |           |                                  |
| Hentschke 11’, 64’ Rogosic 86’ | Marcatori | 55’ Coulibaly 89’ (rig.) Kovacec |

| Arbitro: | Kircher |

|                                |           |  |
| Reeb 24’, 45’ Kovacec 57’, 72’ | Marcatori |  |

| Arbitro: | Raquet |

|                       |           |                           |
| Dzihic 8’ Ziegner 22’ | Marcatori | 57’ Coulibaly 70’ Stadler |

| Arbitro: | Wack |

|            |           |             |
| Müller 68’ | Marcatori | 59’ Popović |

| Arbitro: | Schmidt |

|                       |           |  |
| Hagg 39’ Barlecaj 83’ | Marcatori |  |

| 24 agosto 2002 7ª giornata |  | – turno di riposo |  |  |

| Arbitro: | Kempter |

|                              |           |  |
| Coulibaly 40’, 45’ Abazi 70’ | Marcatori |  |

| Arbitro: | Trautmann |

|                                             |           |                             |
| Nauroth 7’ Bettenstaedt 49’, 84’ Kotula 77’ | Marcatori | 27’ (rig.) Reeb 30’ Martins |

| Arbitro: | Drees |

|                   |           |  |
| Reeb 31’ Góra 90’ | Marcatori |  |

| Arbitro: | Polony |

|  |           |                                     |
|  | Marcatori | 56’ Reeb 63’ Coulibaly 90’ Bradasch |

| Arbitro: | Karle |

|                    |           |  |
| Coulibaly 59’, 71’ | Marcatori |  |

| Arbitro: | Brombacher |

|            |           |          |
| Obinna 40’ | Marcatori | 10’ Reeb |

| Arbitro: | Sahler |

|             |           |  |
| Kovacec 11’ | Marcatori |  |

| Arbitro: | Kristek |

|            |           |             |
| Möckel 68’ | Marcatori | 67’ Martins |

| Arbitro: | Albrecht |

|             |           |          |
| Martins 79’ | Marcatori | 46’ Zani |

| Arbitro: | Reuß |

|  |           |             |
|  | Marcatori | 10’ Kovacec |

| Arbitro: | Raquet |

|             |           |          |
| Dreßler 25’ | Marcatori | 83’ Haas |

| Arbitro: | Schmidt |

|                                    |           |                      |
| Uster 20’ Mehic 55’, 63’ Silva 68’ | Marcatori | 32’, 75’ (rig.) Reeb |

#### Girone di ritorno
| Arbitro: | Kammerer |

|                               |           |  |
| Dworschak 41’ Falk 61’ (rig.) | Marcatori |  |

| Arbitro: | Greipl |

|                                     |           |  |
| Manislavic 59’ Dreßler 73’ Bode 87’ | Marcatori |  |

| Arbitro: | Walz |

|  |           |          |
|  | Marcatori | 29’ Reeb |

| Augusta 1º marzo 2003, ore 14:30 CET 23ª giornata | Augusta | 0 – 0 referto | Rot-Weiß Erfurt | Rosenaustadion (2 100 spett.)\| Arbitro: \| Wagner \| |
| Arbitro:                                          | Wagner  |               |                 |                                                       |

| Arbitro: | Greth |

|                    |           |  |
| Popović 79’ (rig.) | Marcatori |  |

| Arbitro: | Palilla |

|                                        |           |  |
| Soltau 16’, 62’ Reeb 30’ Coulibaly 74’ | Marcatori |  |

| 22 marzo 2003 26ª giornata |  | – turno di riposo |  |  |

| Arbitro: | Walz |

|           |           |                    |
| Örtülü 9’ | Marcatori | 35’ Reeb 51’ Abazi |

| Arbitro: | Sippel |

|                              |           |                         |
| Coulibaly 56’ Manislavic 68’ | Marcatori | 90’ (rig.) Bettenstaedt |

| Arbitro: | Kinhöfer |

|  |           |                      |
|  | Marcatori | 22’ Kovacec 53’ Bode |

| Arbitro: | Probst |

|                         |           |             |
| Abazi 32’ Coulibaly 85’ | Marcatori | 55’ Rodrigo |

| Arbitro: | Kristek |

|          |           |               |
| Molz 77’ | Marcatori | 53’ Coulibaly |

| Arbitro: | Stark |

|                         |           |           |
| Manislavic 62’ Reeb 90’ | Marcatori | 61’ Polat |

| Arbitro: | Fandel |

|            |           |  |
| Copado 20’ | Marcatori |  |

| Arbitro: | Schiffner |

|                                 |           |                          |
| Kovacec 1’ Reeb 60’, 69’ (rig.) | Marcatori | 27’ Herdling 46’ Ollhoff |

| Arbitro: | Jansen |

|               |           |  |
| Tölcseres 13’ | Marcatori |  |

| Arbitro: | Fleischer |

|                                   |           |  |
| Coulibaly 51’, 54’ Manislavic 82’ | Marcatori |  |

| Arbitro: | Greth |

|                             |           |  |
| Hasenhüttl 44’ Guerrero 50’ | Marcatori |  |

| Arbitro: | Braun |

|          |           |                                             |
| Reeb 14’ | Marcatori | 10’ Amstätter 54’ Mehic 81’ (aut.) Bradasch |

## Statistiche

### Statistiche di squadra
| Competizione     | Punti | In casa | In casa | In casa | In casa | In casa | In casa | In trasferta | In trasferta | In trasferta | In trasferta | In trasferta | In trasferta | Totale | Totale | Totale | Totale | Totale | Totale | DR  |
| Competizione     | Punti | G       | V       | N       | P       | Gf      | Gs      | G            | V            | N            | P            | Gf           | Gs           | G      | V      | N      | P      | Gf     | Gs     | DR  |
| ---------------- | ----- | ------- | ------- | ------- | ------- | ------- | ------- | ------------ | ------------ | ------------ | ------------ | ------------ | ------------ | ------ | ------ | ------ | ------ | ------ | ------ | --- |
| Regionalliga sud | 59    | 18      | 12      | 4       | 2       | 35      | 13      | 18           | 5            | 4            | 9            | 20           | 26           | 36     | 17     | 8      | 11     | 55     | 39     | +16 |
| Totale           | 59    | 18      | 12      | 4       | 2       | 35      | 13      | 18           | 5            | 4            | 9            | 20           | 26           | 36     | 17     | 8      | 11     | 55     | 39     | +16 |

### Andamento in campionato
| Giornata  | 1  | 2  | 3  | 4  | 5  | 6  | 7  | 8  | 9  | 10 | 11 | 12 | 13 | 14 | 15 | 16 | 17 | 18 | 19 | 20 | 21 | 22 | 23 | 24 | 25 | 26 | 27 | 28 | 29 | 30 | 31 | 32 | 33 | 34 | 35 | 36 | 37 | 38 |
| --------- | -- | -- | -- | -- | -- | -- | -- | -- | -- | -- | -- | -- | -- | -- | -- | -- | -- | -- | -- | -- | -- | -- | -- | -- | -- | -- | -- | -- | -- | -- | -- | -- | -- | -- | -- | -- | -- | -- |
| Luogo     | C  | T  | C  | T  | C  | T  |    | C  | T  | C  | T  | C  | T  | C  | T  | C  | T  | C  | T  | T  | C  | T  | C  | T  | C  |    | T  | C  | T  | C  | T  | C  | T  | C  | T  | C  | T  | C  |
| Risultato | P  | P  | V  | N  | N  | P  |    | V  | P  | V  | V  | V  | N  | V  | N  | N  | V  | N  | P  | P  | V  | V  | N  | P  | V  |    | V  | V  | V  | V  | N  | V  | P  | V  | P  | V  | P  | P  |
| Posizione | 16 | 18 | 13 | 11 | 11 | 15 | 16 | 12 | 15 | 11 | 9  | 6  | 7  | 6  | 5  | 5  | 4  | 5  | 5  | 8  | 6  | 4  | 6  | 6  | 4  | 6  | 4  | 4  | 3  | 3  | 3  | 3  | 3  | 3  | 3  | 3  | 3  | 3  |

Legenda:

Luogo: C = Casa; T = Trasferta. Risultato: V = Vittoria; N = Pareggio; P = Sconfitta.

### Statistiche dei giocatori
| A. Abazi        | 27 | 3  | 4 | 0 |
| Y. Achirou      | 0  | 0  | 0 | 0 |
| E. Aktas        | 1  | 0  | 0 | 0 |
| C. Alder        | 34 | 0  | 6 | 1 |
| J. Bode         | 35 | 2  | 3 | 0 |
| E. Bradasch     | 24 | 1  | 2 | 0 |
| M. Coulibaly    | 31 | 13 | 2 | 2 |
| S. Dreßler      | 33 | 2  | 5 | 0 |
| I. Feistle      | 2  | 0  | 1 | 0 |
| J. Góra         | 13 | 1  | 1 | 0 |
| A. Hofschneider | 27 | 0  | 3 | 0 |
| T. Horz         | 0  | 0  | 0 | 0 |
| D. Kimoni       | 3  | 0  | 1 | 0 |
| I. Konjevic     | 10 | 0  | 2 | 0 |
| K. Kovacec      | 23 | 7  | 5 | 0 |
| M. Löring       | 29 | 0  | 5 | 0 |
| V. Manislavic   | 24 | 4  | 2 | 0 |
| M. Martins      | 17 | 3  | 0 | 0 |
| Z. Miletić      | 18 | 0  | 1 | 0 |
| M. Miller       | 18 | 0  | 0 | 0 |
| R. Müller       | 22 | 1  | 3 | 1 |
| V. Nagorny      | 10 | 0  | 0 | 0 |
| C. Prest        | 0  | 0  | 0 | 0 |
| J. Reeb         | 36 | 15 | 6 | 1 |
| M. Rosenwirth   | 4  | 0  | 1 | 0 |
| M. Soltau       | 7  | 2  | 1 | 0 |
| J. Stadler      | 20 | 1  | 3 | 0 |
| M. Thorandt     | 20 | 0  | 2 | 0 |
| S. Tümmler      | 1  | 0  | 0 | 0 |